# Clutha River/Mata-Au
Der Clutha River/Mata-Au, in manchen Quellen Clutha River / Mata-Au oder in älteren Quellen nur Clutha River genannt, ist der längste Fluss der Südinsel von Neuseeland und der Zweitlängste des Landes.

## Namensherkunft
Den Namen Clutha bekam der Fluss von den schottischen Siedlern verliehen, die 1846 begannen in Otago zu siedeln. In ihrer Heimat wurde der Fluss Clyde in der Schottisch-gälischen Sprache Cluaidh genannt. Unter den Māori war der Fluss als Mata-au bekannt, was mit „Oberflächenströmung“ übersetzt werden kann.
Vielfach ist auch zu lesen, dass der Seefahrer und Entdecker Kapitän James Cook den Fluss Molyneux genannt haben soll. Er hat jedoch den Fluss nie gesehen. Was bekannt ist, dass er das Inlet von Waikawa Molyneux Harbour (heute Waikawa Harbour) genannt hat, der rund 60 km südwestlich des Mündungsgebietes des Clutha River/Mata-Au liegt.

## Geographie
Der Clutha River/Mata-Au hat seinen Ursprung im südöstlich befindlichen Abfluss des Lake Wānaka und rund 4 km nordnordöstlich des Stadtzentrums von Wanaka. Auf seinem mehrheitlich südlich ausgerichteten Flussweg wird der Clutha River/Mata-Au einmal bei dem Ort Cromwell zum Lake Dunstan und weiter südlich bei der kleinen Siedlung Lake Roxburgh zum gleichnamigen Lake Roxburgh aufgestaut. Nach insgesamt 338 km Flussverlauf trennt sich der Fluss an der Insel Inch Clutha in den rechtsarmigen Clutha River / Koau Branch, der über eine Länge von rund 16 km verfügt und dem linksarmigen Clutha River / Matau Branch, der mäanderförmig nach rund 26 km sein Ende erreicht. Beide Flussarme münden in den Pazifischen Ozean.
Als Nebenflüsse sind linksseitig die Flüsse Hāwea River, Lindis River, Manuherikia River, Teviot River und Tuapeka River zu nennen und rechtsseitig die Flüsse Cardrona River, Kawarau River, Waiwera River und Pomahaka River.
Neben Wanaka durchströmt der Clutha River/Mata-Au die Orte Cromwell, Clyde, Roxburgh und Balclutha.

## Geologie
Der Fluss mit seinem Wassereinzugsgebiet liegt auf dem Grundgebirge des Otago Schist, einem Gestein, das von grobkörnigen, kristallinen und metamorphen Strukturen gekennzeichnet ist und eine blätterige Struktur aufweist, das eine Bildung von Platten oder Schiefer ermöglicht. Das Einzugsgebiet des Clutha River/Mata-Au beherbergte den größten Teil des alluvialen Goldes in Neuseeland, das den Otago Gold Rush des 19. Jahrhunderts auslöste, bei dem in etwa 8 Millionen Unzen (ca. 240 Tonnen) Gold gefördert wurden.

## Wassereinzugsgebiet
Der Clutha River/Mata-Au besitzt mit seinen 21.022 km² das größte Wassereinzugsgebiet in Neuseeland und weist mit seinem mittleren Wasserfluss von 533 m³/s den höchsten aller Flüsse im Land auf. Der Fluss ist alleine für rund 6 % der Entwässerung und des Zuflusses von der Südinsel in den Pazifischen Ozean verantwortlich.